# 大眼擬鱸
大眼擬鱸（学名：Parapercis macrophthalma）为虎鱚科擬鱸屬下的一个种。